# Prospero Publicola de Santa Croce
Prospero Publicola kardinal de Santa Croce, italijanski rimskokatoliški duhovnik, škof in kardinal, * 24. september 1514, Rim, † 2. oktober 1589.

## Življenjepis
22. marca 1548 je bil imenovan za škofa; s tega položaja je odstopil leta 1572.
12. marca 1565 je bil povzdignjen v kardinala; 8. februarja 1566 je bil ustoličen kot kardinal-duhovnik S. Girolamo dei Croati. Pozneje je bil imenovan za kardinal-duhovnika: S. Maria degli Angeli (12. april 1570), S. Adriano al Foro (5. maj 1574 in S. Clemente (4. marec 1583).
2. marca 1589 je bil imenovan za kardinal-škofa Albana.